# Концешть (Арджеш)
Концешть, Концешті (рум. Conțești) — село у повіті Арджеш в Румунії. Входить до складу комуни Давідешть.
Село розташоване на відстані 105 км на північний захід від Бухареста, 17 км на північний схід від Пітешть, 119 км на північний схід від Крайови, 88 км на південний захід від Брашова.

## Населення
За даними перепису населення 2002 року у селі проживали 1625 осіб. Рідною мовою 1623 особи (99,9%) назвали румунську.
Національний склад населення села:
| Національність | Кількість осіб | Відсоток |
| -------------- | -------------- | -------- |
| румуни         | 933            | 57,4%    |
| цигани         | 593            | 36,5%    |